# Athyrium longius
Athyrium longius är en majbräkenväxtart som beskrevs av Ren-Chang Ching. Athyrium longius ingår i släktet Athyrium och familjen Athyriaceae. Inga underarter finns listade.